# Včela medonosná anatolská
Včela medonosná anatolská (Apis mellifera anatoliaca) je poddruh včely medonosné pocházející z anatolské oblasti Turecka. Vyskytuje se v střední a západní části země, ale ne v evropské části Turecka kde je rozšířená především včela kraňská.

## Taxonomie
Tento typ včel patří do skupiny včel klasifikovaných Ruttnerem (1988) jako orientální. Genetická studie potvrdila, že poddruh patří k východoevropské větvi genotypu včely medonosné. Analýza  mtDNA prokázala určité podobnosti s včelou kraňskou, naopak tato podobnost chyběla ve studiích Smith a Brown (1990) & Meixner a kol. (1993), které odkazují na blízkost ke včelám rakouským, slovenským a chorvatským.